# Лепонтийский язык
Лепонти́йский язык — мёртвый кельтский язык, распространённый в части Цизальпинской Галлии, примерно с 700 по 400 год до н. э. Относительно места лепонтийского языка в кельтской группе у учёных нет полного согласия: так, Й. Ф. Эшка считает его диалектом галльского языка.
Лепонтийский язык известен по нескольким надписям, созданным с помощью так называемого алфавита Лугано — одного из италийских алфавитов, происходящего от этрусского. Область распространения этих надписей — зона вокруг нынешнего Лугано (включая окрестности озёр Лаго-ди-Комо и Лаго-Маджоре).
Лепонтийцы были ассимилированы сначала галлами при заселении теми долины реки По, а затем — римлянами, с распространением власти Рима над Цизальпинской Галлией в конце II — начале I века до н. э.
Ранее оспаривалась принадлежность всех этих надписей к кельтскому языку; полагали, что многие (в частности, все без исключения самые древние) написаны на неком индоевропейском, но не кельтском языке, родственном лигурийскому. Предлагалось считать лепонтийским именно этот некельтский язык, а кельтские надписи относить к цизальпинскому галльскому. После работ М. Лежёна установилась нынешняя точка зрения на лепонтийский как отдельный кельтский язык. В последние годы появилось уже указанное выше мнение, что лепонтийский является диалектом галльского (здесь, правда, следует помнить, что само понятие «галльский язык» является весьма расплывчатым и включает, по всей видимости, множество разных диалектов, к тому же зафиксированных в разное время).
Название «лепонтийский язык» происходит от племени лепонтиев, занимавших часть территории древней Реции, а именно область на границе нынешних Италии и Швейцарии, на границе Цизальпинской Галлии. Однако многие кельтологи используют это название для всех кельтских диалектов древней Италии. Такое употребление оспаривается теми, кто считает лепонтиев древним населением этих местностей, отличным от тех «галльских» племен, что пришли из-за Альп уже в историческое время.
Время вымирания лепонтийского языка определяется только по отсутствию поздних памятников.

## Лингвистические особенности
Лепонтийский во многом представляет весьма архаичный этап развития кельтских языков: в нём, вероятно, сохраняется (в виде фрикативного) индоевропейское *p между гласными (исчезнувшее в этой позиции во всех прочих кельтских языках), засвидетельствована архаичная форма перфекта от деноминативных глаголов на *-tu (karnitus). С другой стороны, лепонтийский не чужд и инновациям: самая заметная — переход *kw в p (как в галльском и бриттских языках): latumarui sapsutaipe 'Латумару и Сапсуте' (ср. лат. -que 'и', кельтиберское -Cue).